# Villa Ludovisi
Villa Ludovisi is een voormalige landgoed van ongeveer dertig hectare van de Familie Ludovisi waarin hun landhuis en andere gebouwen gelegen waren.

## Geschiedenis
In 1622 kocht kardinaal Ludovico Ludovisi alle gronden van Giovanni Antonio Orsini (Villa Orsini) en kardinaal Francesco Maria Del Monte die ooit de Horti Sallustiani waren. Het domein bestond uit een villa, paviljoen,  en tuin met een aantal Romeinse beelden. De kardinaal startte met een verzameling van oude beelden uit het antieke Rome in de tuin en andere kunstwerken. 
Toen de erfgenamen na de eenwording van Italië de gronden verkochten werd het domein verkaveld. In de hoek van het domein werd nog Palazzo Piombino (Palazzo Margherita, momenteel Amerikaans Ambassade) gebouwd. Deze bevatte ook de nu verdwenen Boncompagni-Ludovisi-collectie.
De Sant'Isidoro kerk gebouwd in 1622 en het bijhorende klooster staan ook op een deel van het voormalige domein.

## Externe links

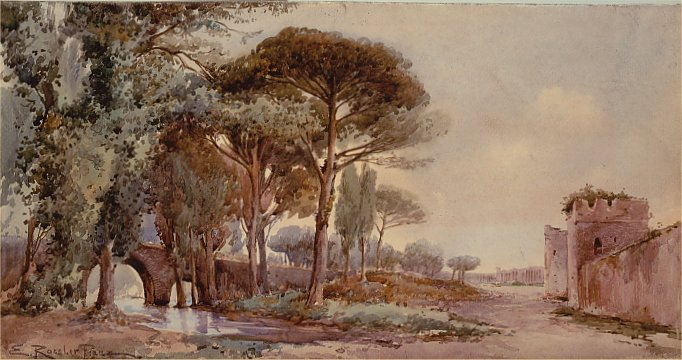
Deel van de tuin met stadsmuur door Ettore Roesler Franz
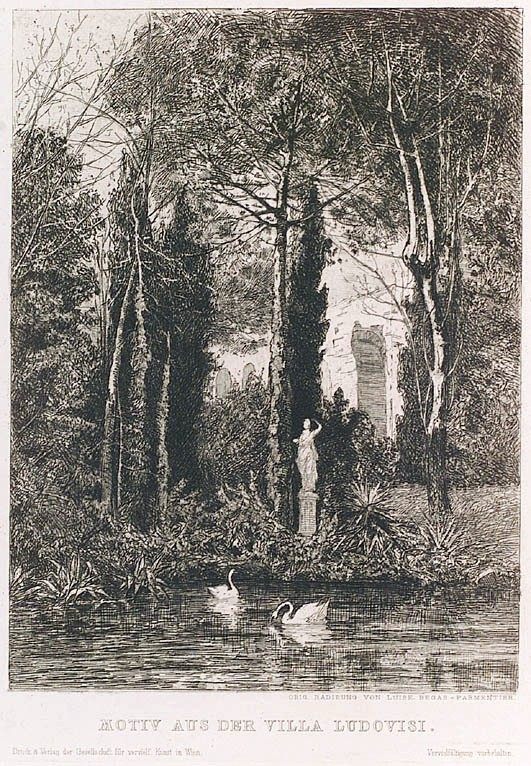
Beeld van de tuin door Luise Begas Parmentier
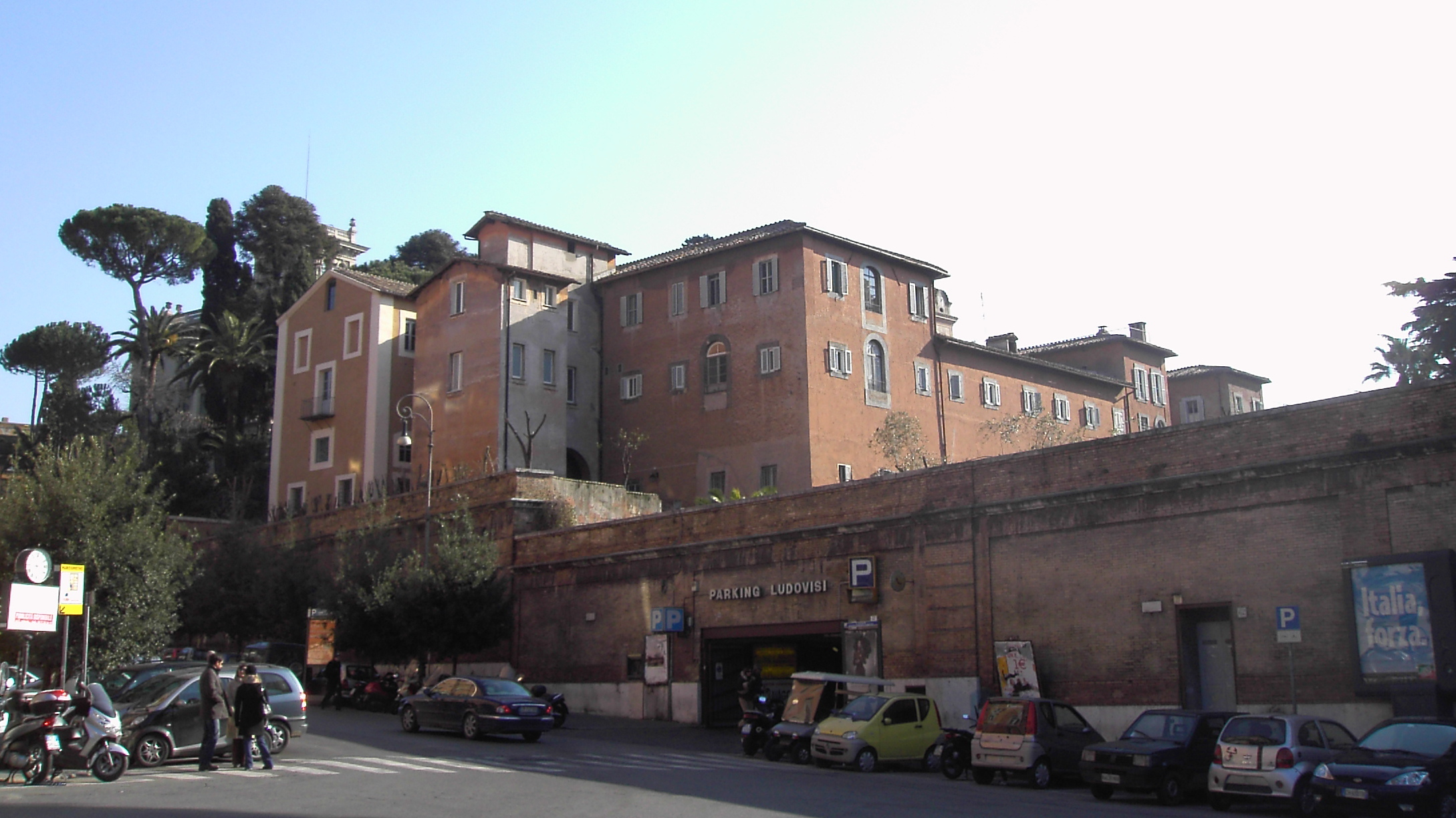
Domein Ludovisi met de kloostergebouwen van de Sant'Isidoro (Rome)